# Chen Xiaojie
Chen Xiaojie (chiń. 陈小捷; ur. 1981 roku w Kantonie) – chiński wspinacz sportowy. Specjalizował się we wspinaczce na czas oraz w prowadzeniu. Mistrz Azji we wspinaczce sportowej w konkurencji na czas z 2004.

## Kariera sportowa
Multimedalista mistrzostw Azji we wspinaczce sportowej (łącznie zdobył 5 medali w tym; 1 tytuł mistrzowski, 2 srebrne oraz 2 brązowe) w latach 2002 – 2008;
- w konkurencji wspinaczki na czas;
  - mistrzostwo Azji (1x) – 2004
  - vice mistrzostwo Azji (2x) – 2003, 2007
  - brązowe medale mistrzostw Azji (2x) – 2005 i w 2008

W 2010 we włoskiej Dolinie Aosty (Courmayeur) podczas zimowych igrzysk wojskowych zajął 28. miejsce w prowadzeniu.

## Osiągnięcia

### Mistrzostwa świata
| Konkurencje        | 2005 | 2009 |
| Wspinaczka na czas | 28   | 15   |

### Mistrzostwa Azji
| Konkurencje        | 2002 | 2003 | 2004 | 2005 | 2007 | 2008 |
| Wspinaczka na czas | 4    | 2    | 1    | 3    | 2    | 3    |

### Zimowe igrzyska wojskowe
| Konkurencje | 2010 |
| Prowadzenie | 18   |